# NOS Studio Sportwinter
NOS Studio Sportwinter is een talkshow van de NOS die wordt uitgezonden in februari tijdens de Olympische Winterspelen. Het is een winterse variant op Studio Sportzomer dat tijdens de Olympische Zomerspelen en het EK of WK voetbal wordt uitgezonden. In november en december 2022 werd het eveneens uitgezonden tijdens het WK voetbal in Qatar aangezien dit WK niet in de zomer, maar in de winter plaatsvond.
In 2006 presenteerde Mart Smeets de eerste editie. Toen heette het programma formeel Café Torino op Piazza San Carlo 204 in hartje Turijn. Hij besprak vanaf 23.00 uur samen met gasten, aan de hand van spraakmakende gebeurtenissen, de dag. Daarnaast was er plaats voor korte reportages, nieuws en prijsvragen. In 2010 was er geen live talkshow.
Het programma was in 2014 te zien om 20.25 uur op Nederland 1. Deze editie werd gepresenteerd door Henry Schut, die werd bijgestaan door sidekick Erben Wennemars.
In 2018 is het programma in dezelfde opstelling te zien vanaf 6 februari. In 2022 werd het programma vervangen door Studio Peking, wat gepresenteerd werd door Dione de Graaff. Dit programma werd vanwege de coronapandemie die in 2020 uitbrak niet uitgezonden vanuit Peking, waar de Spelen dat jaar werden gehouden, maar vanaf een studio aan de Jaap Edenbaan in Amsterdam.

## Seizoenen
| Seizoen   | Jaar | Locatie studio | Herkenningsmelodie                                                                                |
| --------- | ---- | -------------- | ------------------------------------------------------------------------------------------------- |
| Seizoen 1 | 2006 | Turijn         | Café Torino                                                                                       |
| Seizoen 2 | 2014 | Sotsji         | Villi Tokarev - Sotsji (begin uitzending) Blaudzun - Promises of no man's land (einde uitzending) |
| Seizoen 3 | 2018 | Gangneung      | Imagine Dragons - Whatever It Takes                                                               |
| Seizoen 4 | 2022 | Jaap Edenbaan  |                                                                                                   |